# ردکایا دوبراوا
ردکایا دوبراوا (به لاتین: Redkaya Dubrava) یک منطقهٔ مسکونی در روسیه است که در سرزمین آلتای واقع شده‌است.